# Marisa Liz
Marisa Liz, (Lisboa, 22 de outubro de 1982), conhecida anteriormente como Marisa Pinto, é uma cantora portuguesa. Destacou-se principalmente como vocalista dos Amor Electro, banda que integra desde 2010 e que está em hiato desde 2021. Com os Amor Electro, Liz lançou três álbuns, entre 2011 e 2018.
Depois de um projeto em colaboração com Aurea, em 2019, em 2022 estreou-se a solo, com o single "Guerra Nuclear".
Marisa Liz também é uma cara conhecida da televisão, tendo sido mentora no programa de entretenimento The Voice Portugal em dez edições do mesmo (nove edições regulares e uma edição Kids), de 2014 a 2023.

## Biografia
Marisa Liz nasceu em Lisboa.
Participou em programas como Bravo Bravíssimo e Os Principais. Iniciou o seu percurso musical em bandas infanto-juvenis como as Popeline e os Onda Choc, onde sempre se destacou positivamente.
Em 2002, interpretou a adaptação portuguesa à musica do genérico da série Kim Possible, do Disney Channel.
Entre 2003 e 2009, Marisa fez parte dos Donna Maria, banda com Miguel Ângelo Majer e Ricardo Santos que abandonaria para apostar numa carreira a solo.
Participou no espetáculo-tributo dos 50 anos de carreira de Simone de Oliveira, Num País Chamado Simone, realizado no Coliseu dos Recreios em 2008.
Em 2009, Marisa deixou os Donna Maria, para dar continuidade à sua carreira a solo.
Nos primeiro dias de 2010 surge como vocalista de uma nova banda electropop, os Catwalk, na agenda de espetáculos do Casino Estoril.
Passou a apresentar-se como Marisa Liz.
Marisa Liz participou no álbum de Júlio Pereira lançado em 2010, Graffiti, que conta também com nomes como Sara Tavares, Dulce Pontes, Manuela Azevedo ou Maria João.
Em 2010, apareceu na Gala de Natal da SIC com o seu novo grupo Amor Electro e foi nesse evento que a banda apresentou o single "A Máquina (Acordou)", que se tornou um dos maiores êxitos da música portuguesa no ano de 2011.
Marisa interpretou a adaptação portuguesa à música do genérico do filme Winx Club 3D: A Aventura Mágica. O filme estreou em 31 de março de 2011. 
Ainda em novembro deste ano, a banda Amor Electro atingiu o disco de platina com o seu álbum de estreia.
Em 2017, foi a mentora vencedora do The Voice Portugal com o concorrente Tomás Adrião, sendo que participou no talent show de 2014 a 2023, como mentora.
Em 2019, formou juntamente com Aurea o projeto ELAS, que lançou um álbum, 9, em novembro desse ano.
Em 2022, lança a sua carreira a solo com a canção "Guerra Nuclear", uma canção não lançada de António Variações, que conta com produção de Moullinex (Luís Clara Gomes).

## The Voice Portugal
| Ano         | Canal | Programa                  | Obs.              |
| ----------- | ----- | ------------------------- | ----------------- |
| 2014        | RTP1  | The Voice Portugal 2      | Mentora           |
| 2015 - 2016 | RTP1  | The Voice Portugal 3      | Mentora           |
| 2016        | RTP1  | The Voice Portugal 4      | Mentora           |
| 2017        | RTP1  | The Voice Portugal 5      | Mentora Vencedora |
| 2018        | RTP1  | The Voice Portugal 6      | Mentora Vencedora |
| 2019 - 2020 | RTP1  | The Voice Portugal 7      | Mentora           |
| 2020 - 2021 | RTP1  | The Voice Portugal 8      | Mentora Vencedora |
| 2021        | RTP1  | The Voice Kids Portugal 2 | Mentora           |
| 2021 - 2022 | RTP1  | The Voice Portugal 9      | Mentora           |
| 2022 - 2023 | RTP1  | The Voice Portugal 10     | Mentora Vencedora |
| 2025        | RTP1  | The Voice Gerações 3      | Mentora           |

## Discografia

### Participações
- 2010 - Graffiti de Júlio Pereira no tema "Debaixo da Língua" (CD, JBJ & Viceversa)[8][11]
- 2011 - Cai o Carmo e a Trindade (Amor Electro)
- 2013 - Revolução (Amor Electro)
- 2018 - #4 (Amor Electro)
- 2019 - 9 (ELAS)
- 2023 - Girassóis e Tempestades (a solo)